# Elizabeth Nourse

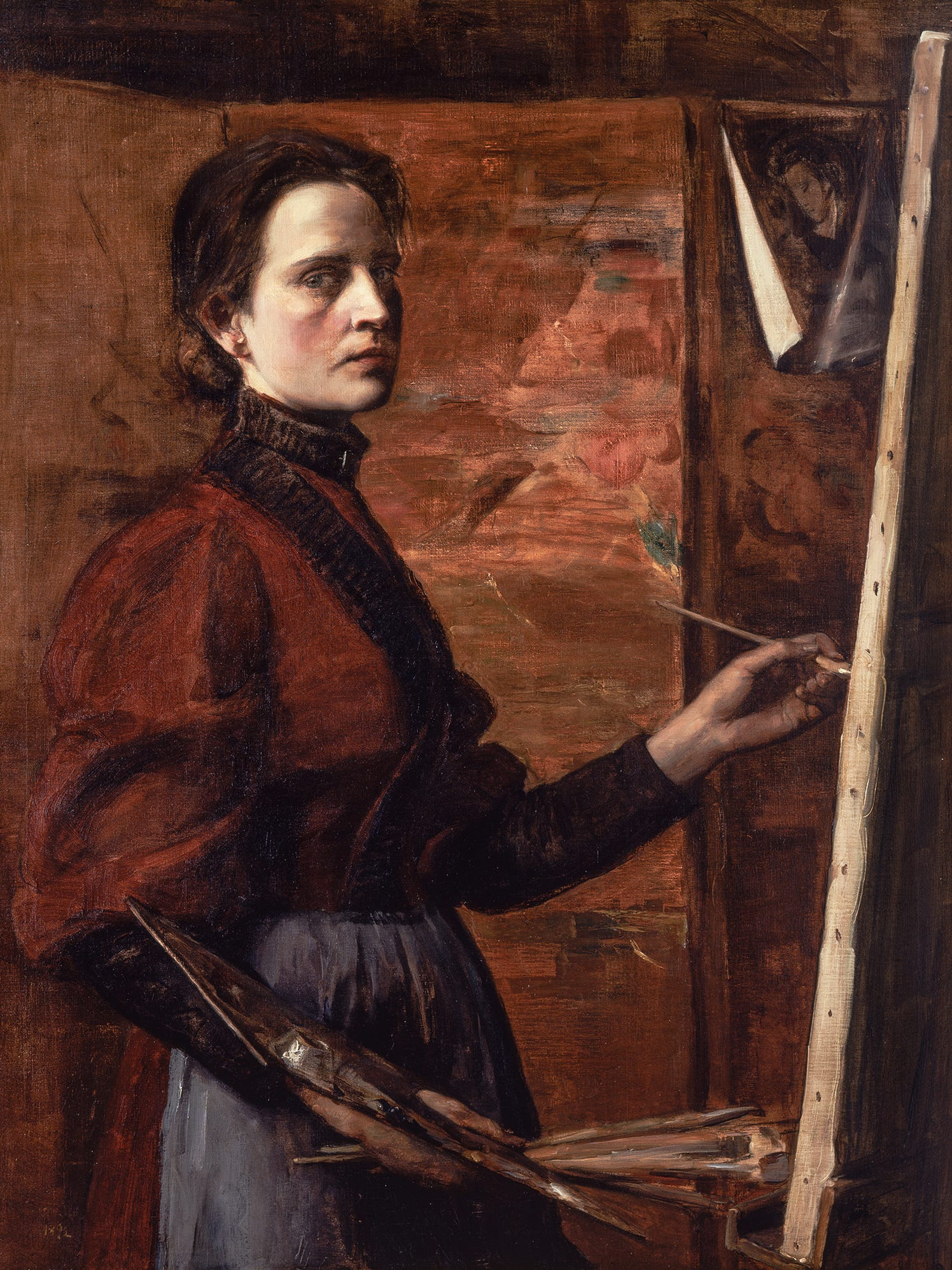
Elisabeth Nourse: Selbstporträt

Elizabeth Nourse (* 26. Oktober 1859 in Cincinnati, Ohio; † 8. Oktober 1938 in Paris) war eine US-amerikanische Malerin, Bildhauerin und Designerin.

## Leben
Elizabeth Nourse und ihre eineiige Zwillingsschwester Adelaide waren die jüngsten von zehn Kindern des katholischen Ehepaares, Caleb Elijah Nourse und seiner Frau Elizabeth LeBreton Rogers. Als 15-Jährige besuchte sie die National Association of Schools of Art and Design in Cincinnati und war eine der ersten Frauen, die Öl- und Aquarellmalerei studierten. Nach ihrem Studium wurde ihr 1881 eine Lehrtätigkeit an der Schule angeboten, die Nourse aber ablehnte. 1882 konnte sie durch Unterstützung eines Kunstmäzens nach New York gehen.
Nach dem Tod ihrer Eltern kehrte sie 1883 zurück nach Cincinnati und arbeitete als Dekorateurin und Porträtmalerin. Auf Betreiben ihrer älteren Schwester reiste Elizabeth Nourse 1887 nach Paris, um an der Académie Julian bei den französischen Malern Gustave Boulanger und Jules-Joseph Lefebvre Unterricht zu nehmen. Ein Jahr darauf eröffnete sie ihr eigenes Studio und hatte mehrere Ausstellungen. 1920 erkrankte Elizabeth Nourse an Brustkrebs und wurde erfolgreich daran operiert. 1937 stellten Ärzte erneut bei ihr Krebs fest, woran sie am 8. Oktober 1938 in Paris starb.